# 新绿野仙踪
《新绿野仙踪》（英語：The Wiz）是一部1978年美国音乐冒险奇幻电影，由薛尼·盧梅执导，改编自1974年百老汇同名音乐剧，重新演绎经典儿童小说《绿野仙踪》，演员都是黑人。它讲述的是纽约哈莱姆教师桃乐丝穿越到都市版奧茲國的故事。
它于1978年10月24日上映，遭到大量差评和票房惨败，但之后被部分演员粉丝和原著粉丝追捧为邪典电影。它共获得四项奥斯卡和七项土星奖提名，但没有获奖。